# Verdrag van Wenen ter bescherming van de ozonlaag
Het Verdrag van Wenen ter bescherming van de ozonlaag is een milieuverdrag uit 1985, gesloten als gevolg van de problematiek van het gat in de ozonlaag. Het is een van de meest succesvolle internationale verdragen gebleken, aangezien het uiteindelijk door alle 197 lidstaten van de Verenigde Naties (inclusief de Heilige Stoel, het eiland Niue en de Cookeilanden) is ondertekend. Ook de Europese Unie sloot zich aan. Het verdrag dient als kaderakkoord voor de internationale inspanningen ter bescherming van de ozonlaag. Toch houdt het verdrag geen wettelijk bindende afspraken in voor het afbouwen van het gebruik van CFK’s, de belangrijkste chemische stof die de ozonlaag in de atmosfeer aantast. Die afspraken werden wel gemaakt in het vervolgakkoord, het Montrealprotocol.